# Навальна Марина Іванівна
Марина Навальна (3 лютого 1971, с. Залісся, Чорнобильський район, Київська область) — журналістка, депутат, доктор філологічних наук, професор.

## Життєпис
Навальна Марина Іванівна народилася 3 лютого 1971 року в селі Заліссі Чорнобильського району Київської області.
У 1986 року разом із батьками та братом була евакуйована із зони ЧАЕС до м. Переяслав-Хмельницького.

### Родина
Двоюрідні брати: Олексій Анатолійович Навальний — російський  політичний діяч, і Олег Анатолійович Навальний — підприємець, політичний в'язень.

## Освіта і вчені ступені
У 1986 році отримала неповну середню освіту в Заліській середній школі і вступила до Переяслав-Хмельницького педагогічного училища.
У 1990 році закінчила Білоцерківське педагогічне училище з дипломом із відзнакою зі спеціальності «Вчитель початкових класів, вихователь групи продовженого дня».
З 1990 по 1995 рік навчалася на факультеті журналістики Київського університету імені Тараса Шевченка, отримала диплом із відзнакою зі спеціальності «Журналістика».
З 1997 по 2001 рік навчалася в аспірантурі Переяслав-Хмельницького державного педагогічного інституту імені Григорія Сковороди без відриву від виробництва зі спеціальності 10.02.01 — українська мова.
У грудні 2002 року в спеціалізованій вченій раді Інституту української мови НАН України захистила кандидатську дисертацію на тему: «Дієслівна лексика соціально-економічної сфери (на матеріалі мови засобів масової інформації кінця XX ст.)».
У лютому 2012 року захистила докторську дисертацію на тему: «Функціонально-стильова динаміка лексики в українській періодиці початку XXI ст.»

## Кар'єра
З листопада 1995 року до 31 серпня 2007 року працювала завідувачкою відділу реклами та інформації редакції газети «Вісник Переяславщини».
З 1 вересня 2000 року до тепер працює на фінансово-гуманітарному факультеті Університету Григорія Сковороди в Переяславі. Від 2015 року – професор кафедри документознавства та методики навчання, пізніше заступник завідувача кафедри документознавства та методики навчання з наукової роботи. Від 2021 року — в Національному університеті біоресурсів і природокористування України — професор кафедри журналістики та мовної комунікації. На даний час працює провідним науковим співробітником Національного історико-етнографічного заповідника «Переяслав».
З 1 листопада 2007 року по 2010 рік — докторант Інституту української мови НАН України.
Депутатка Переяславської міської ради чотирьох скликань (2002—2006 рр.; 2006—2010 рр.; 2010—2015 рр.; 2020—дотепер).

## Наукова діяльність
Автор понад 90 наукових праць у галузі філології та журналістики, зокрема в площині лексико-стилістичних процесів мови сучасної газетної періодики.
Автор двох одноосібних монографій:
- Навальна М. І. Динаміка лексикону української періодики початку XXI ст. : [монографія] / М. І. Навальна. — К., Інститут української мови ; Видавничий дім Дмитра Бураго, 2011. — 328 с. — ISBN 978-966-489-095-0
- Навальна М. І. Нові явища та процеси у вживанні дієслів соціально-економічної сфери в українській мові: [монографія] / Навальна М. І. — Переяслав-Хмельницький: Видавництво «С В К», 2014. — 188 с. — ISBN 978-966-8906-54-1

## Особисте життя
Одружена. Чоловік — Леоненко Віктор Михайлович (22 серпня 1970 р. н.), мають доньку — Леоненко Ірина Вікторівна (22 квітня 1993 р. н.). Двоюрідна сестра Олексія Навального.